# سوفی و دیوانه
سوفی و دیوانه فیلمی ایرانی به کارگردانی و تهیه‌کنندگی مهدی کرم‌پور و نویسندگی مهدی سجاده‌چی و مهدی کرم‌پور محصول سال ۱۳۹۵ است.

## خلاصه فیلم
امیر با بازی امیر جعفری در حال خودکشی در مترو است که سوفی با بازی به آفرید غفاریان با طرح یک سؤال او را از این کار منع می‌کند. سوفی با داستان‌های خیالی دربارهٔ زندگی خود قصد دارد فکر خودکشی را از سر امیر بیرون کند. غافل از این که امیر هم دربارهٔ زندگی اش فقط تخیلاتی را برای سوفی نقل می‌کند. سوفی امیر را به یک گردش یک روزه دعوت می‌کند و …

## بازیگران

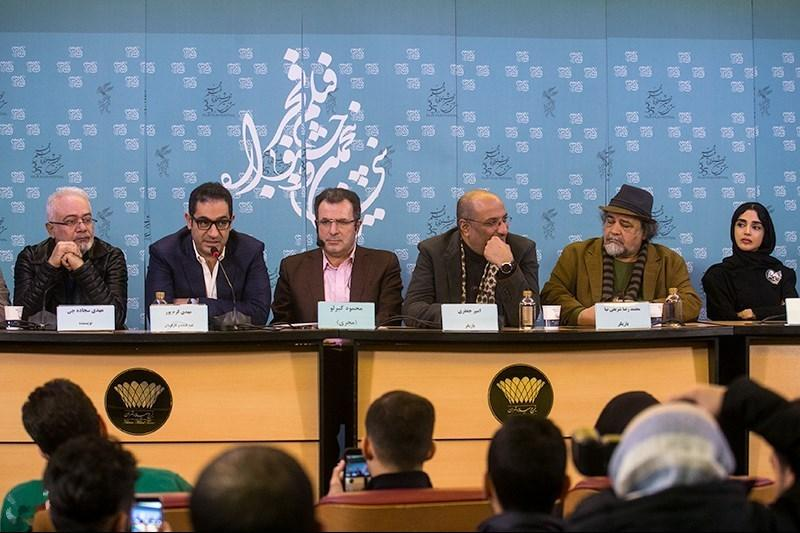
عوامل فیلم سوفی و دیوانه در نشست خبری جشنواره فجر

| نام بازیگر       | نقش       |
| ---------------- | --------- |
| امیر جعفری       | امیر      |
| به‌آفرید غفاریان  | سوفی      |
| الهه حصاری       | زیبا      |
| محمدرضا شریفی‌نیا | رضا       |
| سعید امیرسلیمانی | پدر زیبا  |
| سیامک صفری       | دارو فروش |
| رضا یزدانی       | خواننده   |
| ریما رامین‌فر     | سارا      |

## نامزدها
- کاندید سیمرغ بلورین بهترین فیلم‌برداری (محمد آلادپوش) از سی و پنجمین دوره جشنواره فیلم فجر